# Lettische Badmintonmeisterschaft 1987
Die Lettische Badmintonmeisterschaft 1987 fand in Riga statt. Es war die 24. Auflage der nationalen Titelkämpfe von Lettland im Badminton, zu dieser Zeit noch als Meisterschaft der Sowjetrepublik.

## Titelträger
| Disziplin    | Sieger                             |
| ------------ | ---------------------------------- |
| Herreneinzel | Vladimirs Uļjanovs                 |
| Dameneinzel  | Ginta Skrebele                     |
| Herrendoppel | Vladimirs Uļjanovs Jurijs Uļjanovs |
| Damendoppel  | Ginta Skrebele Dita Reinholde      |
| Mixed        | Vladimirs Uļjanovs Ginta Skrebele  |